# Cristóbal Rojas Sandoval
Cristóbal Rojas Sandoval (Hondarribia, 26 de junho de 1502 – Cigales, 22 de setembro de 1580) foi um prelado católico romano que serviu como arcebispo de Sevilha de 1571 a 1580, bispo de Córdoba de 1562 a 1571, bispo de Badajoz de 1556 a 1562, e Bispo de Oviedo de 1546 a 1556.

## Sucessão episcopal
Enquanto bispo, foi o consagrador principal de:
- Manuel de Mercado Aldrete, Bispo de Porto Rico (1571);
- Diego de Landa, Bispo de Yucatán (1573);
- Sebastián Ocando, Bispo de Santa Marta (1579); e
- Toribio Alfonso de Mogrovejo, arcebispo de Lima (1580).